# Alt de Juclar
L'Alt de Juclar (2.588 m) és un cim andorrà situat a la capçalera de la Vall d'Incles i el més alt de la Cresta de Juclar. El seu accés més normal es pel vessant sud, sortint del refugi de Juclar. La seva part final es una canal herbosa i dreta que pot requerir l'ús de corda, sobretot a la baixada. Té una visió esplèndida de la zona dels Estanys de Juclar.

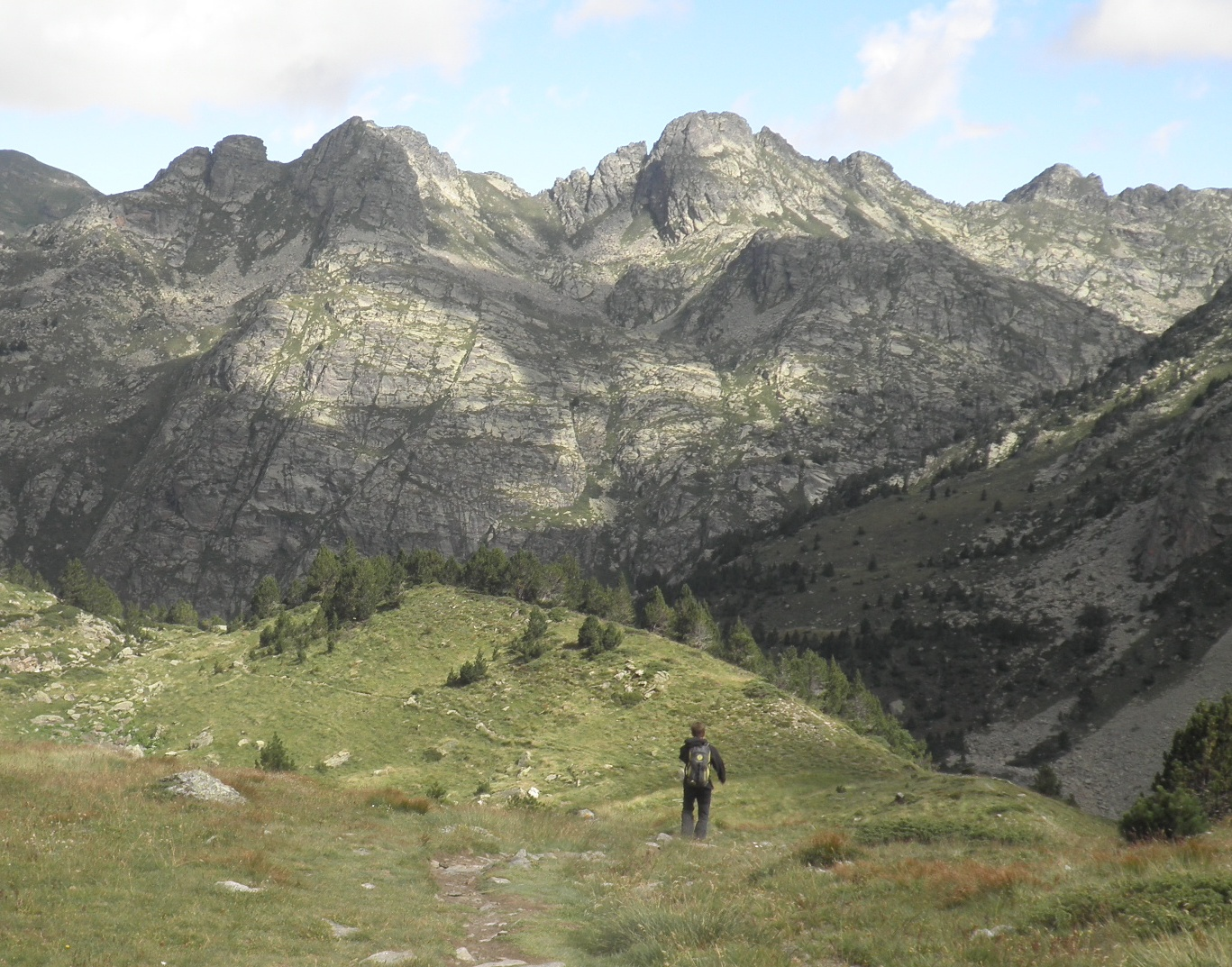
L'Alt de Juclar des dels estanys de Siscaró

Aquest cim està inclòs al llistat dels 100 cims de la FEEC.